# Kanuri (Sprache)

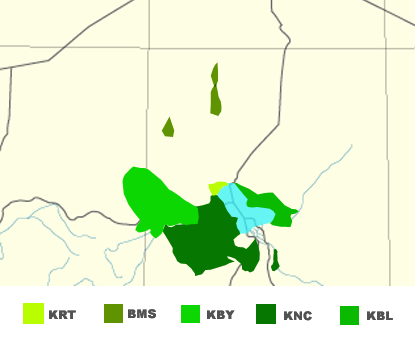
Verbreitungsgebiet der Kanuri-Dialekte

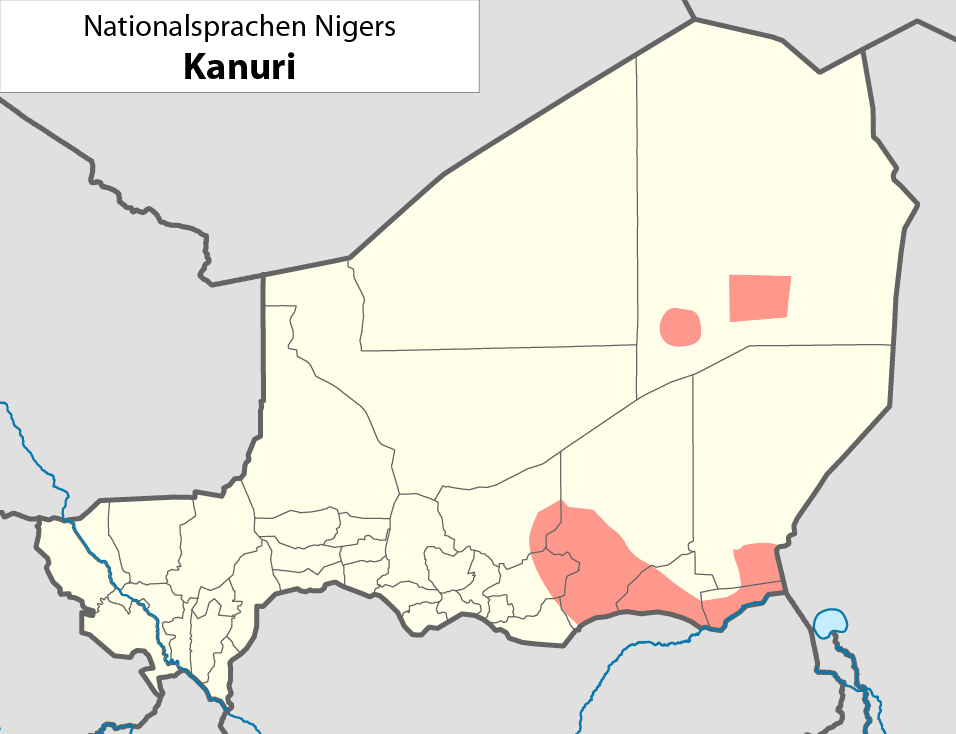
Kanuri-Verbreitungsgebiet im Niger

Kanuri ist eine regionale Verkehrssprache des Tschadbeckens in Kamerun, Nordost-Nigeria, Ost-Niger und West-Tschad sowie neben dem Luo die größte der nilosaharanischen Sprachen, zu deren saharanischem Zweig es gerechnet wird. Im Borno-Staat Nigerias wird es in der Primärschulausbildung, in den Massenmedien und im Parlament verwendet.
Die Hauptdialekte sind:
- Yerwa
- Suwurti
- Kanembu (West-Tschad)

Die Standardsprache basiert auf dem Yerwa-Dialekt. Der Kanembu-Dialekt galt früher als eigenständige Sprache.

## Linguistische Beschreibung
Das Kanuri ist eine Tonsprache mit zwei Basistönen (hoch/tief), aus denen der steigende, fallende und mittlere Ton kombinatorisch entstehen.
Die Sprache zeichnet sich in der Morphologie des Verbs durch einen reichen Gebrauch von Präfixen und Suffixen aus, die verschiedene Modi, Aspekte und Derivationen zum Ausdruck bringen. Auch die Person wird am Verb markiert, und zwar sowohl für das Subjekt als auch für das Objekt. Modi und Aspekte werden teilweise auch durch Tonmuster gekennzeichnet.
Die Subjektmorpheme sind wie folgt:
| Person | Singular | Plural | Position   |
| ------ | -------- | ------ | ---------- |
| 1.     | -k       | -ye    | suffigiert |
| 2.     | -m       | -w     | suffigiert |
| 3.     | s-       | sa-    | präfigiert |

Es gibt prinzipiell zwei Verbklassen, von denen sich die eine durch das Formativ -n, das auf ein Verb für „sagen“ zurückgeführt werden kann, auszeichnet.
Die Nomina weisen kein Genus auf, kennen jedoch einen Plural, der durch das Suffix -wa angezeigt wird. Verschiedene Suffixe dienen der Markierung der semantischen Rollen im Satz (Agens, Patiens, Dativ/Allativ, Ablativ, Possessor). Außerdem existieren eine Reihe von Wortbildungsmorphemen.
Die Grundwortfolge im Satz ist Subjekt-Objekt-Verb.
Die wenigen Fremdwörter im Kanuri sind größtenteils arabischen Ursprungs.

## Grundwortschatz
Einige Wörter und Phrasen: 

### Redewendungen
- Lalê! – „Hallo!“
- Wúshe! – Antwort darauf, auch „Danke!“
- Ála kəléwa! – „Auf Wiedersehen!“
- aâ – „ja“
- á’a – „nein“
- mbéjí – „es gibt“
- bâ/báwo – „es gibt nicht“

| Wortbedeutung | Kanuri      | Wortbedeutung | Kanuri           |
| ------------- | ----------- | ------------- | ---------------- |
| ich           | wu          | groß          | kura             |
| du            | nyi         | klein         | gana             |
| er/sie/es     | shi         | essen         | bukin – zəwin    |
| wir           | andi        | trinken       | yakin – sai      |
| ihr           | nandi       | schlafen      | lenngin – letcin |
| sie (Plural)  | sandi       | sterben       | nukin – nui      |
| Mensch        | kam         | gehen         | lengin – lejin   |
| Mann          | kwa, kwanga | kommen        | is(ə)kin – ishin |
| Frau          | kamu        | geben         | yikin – cin      |
| Kopf          | kəla        | nehmen        | gongin – gojin   |
| Auge          | shim        | eins          | fal, tilo, laska |
| Ohr           | səmo        | zwei          | indi             |
| Nase          | kənza       | drei          | yaskə/yakkə      |
| Mund          | ci          | vier          | degə             |
| Zahn          | timi        | fünf          | uwu              |
| Zunge         | təlam       | sechs         | arakkə           |
| Herz          | karəgə      | sieben        | tulur            |
| Hand          | musko       | acht          | wusku            |
| Fuß           | shi         | neun          | ləgar            |
| Wasser        | nji         | zehn          | mewu             |
| Feuer         | kannu       | zwanzig       | findi            |
| Sonne         | kəngal      | hundert       | mea              |
| Mond          | kəmbal      | tausend       | dəwu             |